# 누벨칼레도니꽃박쥐
누벨칼레도니꽃박쥐(Notopteris neocaledonica)는 긴꼬리과일박쥐속에 속하는 큰박쥐류 박쥐의 일종이다. 누벨칼레도니 북부 지역의 동굴에서 사는 박쥐로 최대 300마리까지 무리를 지어 생활한다.

## 특징
중소형 박쥐로 몸통 길이가 87.5~101mm이고, 전완장이 57.5~60mm, 꼬리 길이는 43.5~54mm이다. 발 길이는 16.5~20mm이고 귀 길이는 13.5~15mm이다. 털이 비교적 짧고 양털처럼 부드럽다. 등 쪽 털은 회갈색이지만 배 쪽은 좀더 밝은 색을 띤다. 주둥이는 가늘고 길고 눈은 크다. 귀는 비교적 작고 둥글다.

## 생태
해발 최대 300마리까지 무리를 지어 동굴 안 쪽에 은신하지만 나무 구멍 속에서도 발견된다. 5~6마리씩 작은 무리를 지어 생활하기도 한다. 먹이는 사람 거주 지역 인근에서 자생하는 코코야자 꽃이지만 숲 속에서도 서식하는 것으로 추정된다. 1월과 8월, 12월에 어린 새끼가 관철되고, 7월과 12월에 새끼를 밴 암컷이 포획된다. 새끼들이 가장 많이 태어나는 때는 같은 섬에 서식하는 왕박쥐속 종보다 약간 빠른 것으로 추정된다. 한 해에 한 번 한 마리의 새끼를 낳는다.

## 분포 및 서식지
누벨칼레도니에 널리 분포한다. 습윤 열대 산지림에서 서식한다.